# Gueorgui Tovstonógov
Gueorgui Aleksándrovich Tovstonógov (Tiflis, 15 de septiembre de 1915 - Leningrado, 23 de mayo de 1989) fue un director y profesor de teatro soviético. Artista popular de la URSS (1957). Doctor en Arte (1968). Héroe del trabajo socialista (1983). Laureado del premio Lenin (1958), dos premios Stalin (1950, 1952) y dos premios estatales de la URSS (1968, 1978). 

## Biografía
Gueorgui Tovstonógov, según datos oficiales, nació en Tiflis; sin embargo, la hermana menor del director, Natela Tovstonógova, considera Petersburgo su lugar de nacimiento. La familia vivía en la calle Furshtátskaya, el padre: de ascendencia noble, Aleksandr Andréievich Tolstonógov (cambió su apellido ante la insistencia de su esposa,) ingeniero ferroviario, funcionario del Ministerio de Ferrocarriles del Imperio Ruso. Su madre, la georgiana Tamara Papitashvili, era una cantante que estudió en el Conservatorio de San Petersburgo. En 1919, la familia, según Natela Tovstonógova, se mudó a Tiflis. 

### Época en Tiflis (1919-1946)
A los 15 años, Gueorgui Tovstonógov se graduó de la escuela.  Durante su época de colegio pasó mucho tiempo en el teatro porque su tío era actor. Después de graduarse de la escuela, entró en el Instituto Ferroviario de Tbilisi, donde su padre era jefe de departamento, pero pronto se dio cuenta de que su vocación era el teatro. 
Tovstonógov empezó a trabajar en el mundo del teatro en 1931 como actor y director asistente en el Teatro Ruso Juvenil de Tbilisi, cuyo director artístico era N. Ya. Marshak, el fundador del teatro infantil en Georgia. En este teatro en 1933, Tovstonógov realizó su primera actuación, Pedida de mano, de Chéjov. En el mismo año ingresó en la facultad de dirección de GITIS. Para satisfacer los requerimientos en cuanto a la edad de los estudiantes se añadió dos años y durante toda su vida posterior se consideró que su año de nacimiento era 1913. A partir de esa fecha de nacimiento han ido fijando los aniversarios y las fechas importantes para la otorgación de los premios que él por su cuenta celebraba dos veces: de forma oficial y de forma extraoficial.
En GITIS, los maestros de Tovstonógov eran conocidos directores de teatro Andréi Lobánov y Alekséi Popov. Mientras continuó trabajando en el Teatro Juvenil de Tbilisi, donde realizó como mínimo una nueva actuación cada año. 
Durante la Gran Purga, en 1937 el padre de Gueorgui Tovstonógov fue condenado como espía japonés. Gueorgui, como "hijo de un enemigo del pueblo", fue expulsado de su cuarto año de universidad. Unos meses más tarde, fue readmitido (se cree que después de que Stalin pronunciara la frase "el hijo no es responsable del padre"). Después de graduarse en GITIS, de 1938 a 1946, trabajó como director en el Teatro de Drama ruso A. S. Griboyédov en Tbilisi. En 1939, el director del Instituto del Teatro de Tbilisi Akaki Khorava, quien apreciaba mucho al director de 24 años, le brindó la oportunidad de dar un curso para actores en el que Gueorgui Tovstonógov demostró ser un maestro sobresaliente. 

### Las dos capitales (1946-1956).
En 1946, por razones personales, Tovstonógov dejó Tbilisi y se mudó a Moscú. Fue director artístico del Teatro Realista (1946-1948) y director del Teatro Central para Niños (1946-1949).  Al mismo tiempo dirigió representaciones en otros teatros de Moscú y también en el Teatro de Drama Ruso de Almaty. 
En 1949, Tovstonógov se mudó a Leningrado y se convirtió en director teatral y en 1950 en el director principal del Teatro Komsomol de Lenin (Lenkom) de Leningrado. Fue en ese teatro donde ganó el nombre y reconocimiento. Produjo aproximadamente cuatro actuaciones por temporada, trabajando casi simultáneamente en varias obras. Sus actuaciones se convirtieron en un evento imprescindible en la vida teatral no solo de Leningrado, sino de todo el país. Pero el mayor éxito recayó en la obra "Tragedia optimista" basada en la obra de Vishnevsky, puesta en escena por Tovstonógov en 1955 en el escenario del Teatro Dramático Pushkin de Leningrado. La actuación impresionó no solo a la audiencia teatral, tanto en Rusia como en el extranjero, sino también a la dirección del partido. En 1956, el teatro representó la "Tragedia optimista" ante los delegados del 20.º Congreso del PCUS. Esa representación jugó un papel muy importante en la nominación de Tovstonógov para el Premio Lenin. En la nueva cita del director. 

### Gran Teatro Dramático de Leningrado (BDT)

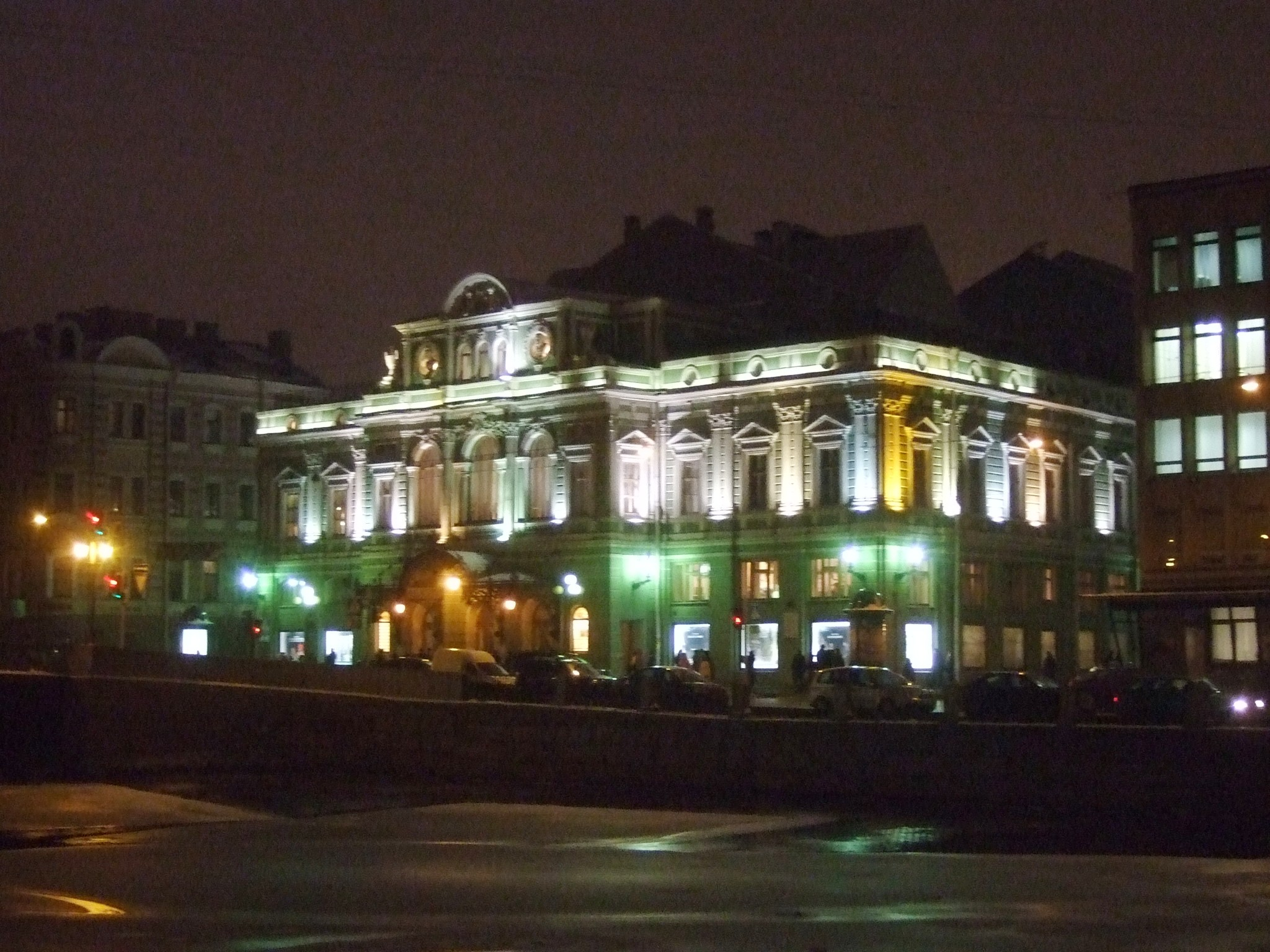
El BDT lleva el nombre de Tovstonógov

A principios de 1956, Gueorgui Tovstonógov fue invitado a convertirse en el director principal del Gran Teatro Dramático (Bolshói Dramatísheski Teatr, BDT) de Leningrado. En ese momento, el teatro, que llevaba el nombre de Maksim Gorki, vivía un período difícil y se encontraba a la cola de la vida teatral de Leningrado. Desde 1949 al 1956, cambió de director principal cuatro veces y durante la temporada de 1953 a 1954 el BDT funcionó sin director general y fue gestionado por un consejo de directores. En estas condiciones, con una persona nueva al mando cada año, no se podía ni pensar en un plan de desarrollo del teatro, de un repertorio plantificado ni de estrategias comerciales. Todo esto tuvo como consecuencia el que a mediados de 1950 el teatro no tenía un "público asiduo y propio" y la asistencia a las obras en general era muy baja por lo que la situación financiera era tan preocupante que el teatro estaba al borde del cierre.
El baile de directores generales también repercutió en la organización y el orden del teatro. La compañía de actores simplemente se "comía" a los directores. A pesar de que para aquel entonces el BDT contaba con muchos actores de gran talento, la cantidad de actores en la compañía era algo excesivo. "Durante siete años este teatro - recuerda D.M. Shvarts - estuvo sin un encargado real. Primero organizaron un consejo de directores, luego invitaron a una persona maravillosa (al director Konstantín Pávlovich Jojlov) que ya estaba mayor y tenía problemas de salud. Se lo "comieron". La compañía de actores aquí era muy vil, eran demasiados. Durante siete años aquí venían todos los actores que no tenían otra cosa que hacer. 
Gracias a sus seis años como director general del Teatro del Komsomol de Lenin (Lenkom) de Leningrado se ganó la fama de ser un director con talento y de gran éxito al principio no aceptó la oferta de dirigir el BDT, el 13 de febrero de 1956, Tovstonógov aceptó el puesto de director principal de la BDT Maxim Gorky para salvar el "primer teatro proletario". Sin embargo, y gracias a la insistencia del partido comunista de Leningrado que afirmaba que era necesario salvar el "primer teatro del proletariado", Tovstonógov finalmente aceptó el cargo de director general del BDT el 13 de febrero de 1956. 
Era obvio que para que el BDT volviera a su antigua gloria, se requerían medidas rápidas, decisivas y difíciles. Tovstonógov absoluta autoridad. Para la reorganización administrativa del BDT fue nombrado director del teatro  M. Corkin. “Era cruel, era despiadado. Podía reorganizar todo, despedir a todos los que creía necesarios y corría al despacho de Gueorgui Aleksándrovich todos los días”. Desde el Lenkom de Leningrado Tovstonógov invitó al BDT, como jefa de la parte literaria del teatro, a Dina M. Schwartz. En su primera reunión con la compañía, refiriéndose al tema de "comer" por parte de la compañía de directores artísticos del teatro, Tovstonógov dijo: "¡No soy comestible! Recuerda esto: ¡incomible!"
Al presentar su programa, el nuevo director creativo, con la aprobación de los encargados, despidió una tercera parte de la compañía, a más de treinta actores. 
Durante treinta y tres años, Tovstonógov dirigió el BDT, convirtiéndolo en "el primer escenario del país" . En la historia del teatro esta época fue llamada "dorada". "Tovstonógov -, escribió P. A. Márkov en 1976, -  "ocupa un lugar especial y extremadamente importante en nuestra vida teatral. No se puede pasar por alto ni se puede ignorar su gran y decisiva influencia en el teatro soviético". A. Smelyansky, recordando una de sus actuaciones en el programa, "Cinco tardes", señaló: "Tovstonógov dotó una simple obra de Aleksandr Volodin de un aire histórico. Tal vez este fue el lado más fuerte de su dirección. Su talento era un almacén épico, sus actuaciones no en vano se llamaban novelas de teatro.  Para cualquier obra, ya sea un drama clásico o moderno, supo ver una gran parte de la vida que sirvió como fuente de esta obra. Entonces los símbolos sobre el papel se llenaban de unas increíbles "coincidencias" y descubrimientos que se sacaban desde los adentros de la obra sin romper su estructura. No le gustaba nada la palabra "concepto" sino que prefería otra palabra - "solución". Eso mismo dijo P. A. Márkov: "El teatro Tovstonógov carece del más mínimo matiz de sensacionalismo... El éxito de sus trabajos confirma que el teatro da en la diana de los intereses socio - culturales del país.
En 1966, firmó una carta que redactaron algunos científicos, literatos y artistas dirigida a L. I. Brézhnev. En ella manifestaban la imposibilidad de rehabilitar a I. V. Stalin y de la necesidad de dar a conocer "los delitos que cometió".
Desde los años sesenta, Tovstonógov dirigió el departamento de dirección del Instituto de Teatro, Música y Cinematografía de Leningrado (profesor desde 1960) y escribió dos libros sobre la teoría y la práctica de la dirección teatral: "Sobre la profesión del director" y "Círculo de pensamientos", ambos muy importantes para la cultura teatral rusa. 

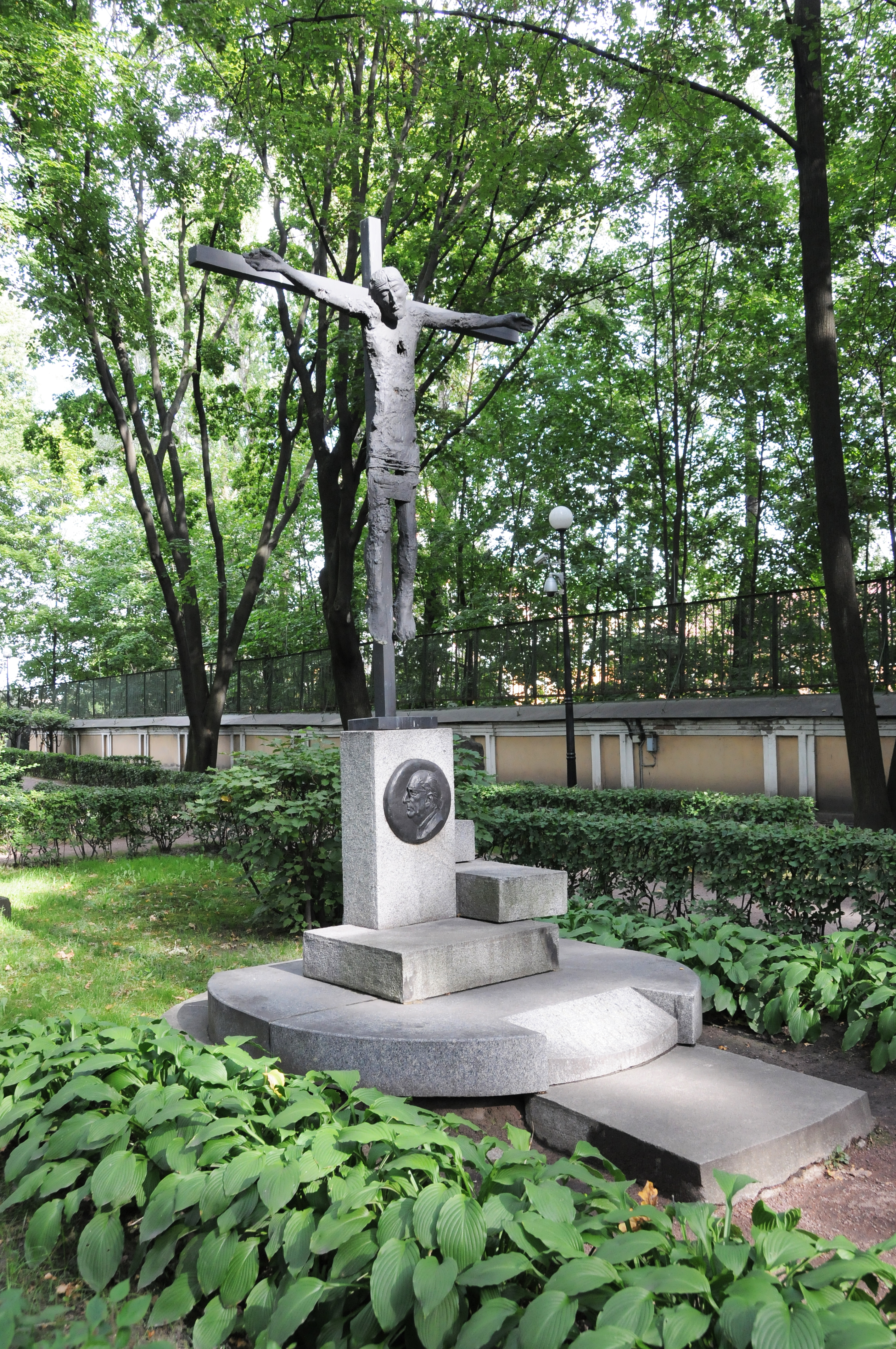
La tumba de Gueorgui Tovstonógov

El profesor Tovstonógov educó a varias generaciones de directores. Mostró el núcleo creativo presente en el Sistema Stanislavski, el cual desarrolló y enriqueció con sus investigaciones a lo largo de la segunda mitad del siglo XX. 
Gueorgui Tovstonógov también trabajó en televisión. Además de las cinco obras televisivas dirigidas entre 1963 y 1973, también creó una película televisiva en 1961: Trueno en la calle Platanov, basado en una obra de G. Rose, e incluso un programa de radio, Lealtad de O. Bergholz (1961).
En 1985 es invitado por el Instituto Internacional del Teatro, (ITI),  a impartir un curso magistral sobre el método Stanislavski a actores y directores extranjeros en Leningrado asistiendo, entre otros, José Antonio Rodríguez y Aramis Delgado, de Cuba y Juan Furest e Isidoro Albarreal de España. Estos asistieron también a ensayos y puestas en escena del gran director, como "Los bajos fondos" de M. Gorki.                                          El 23 de mayo de 1989, en el BDT, tuvo lugar el ensayo general de la obra La visita de la anciana dama basada en la obra de Friedrich Dürrenmatt. Después de haber elegido el día del estreno, Gueorgui Tovstonógov se despidió de los actores, se puso al volante de su automóvil y se fue a su casa. El automóvil se detuvo en la plaza Suvórov y nunca volvió a ponerse en marcha, Tovstonógov murió de un ataque al corazón. Fue enterrado en Leningrado en la Necrópolis de artistas en el cementerio de Tijvin del Monasterio de Alejandro Nevski.

## Familia
En 1943, Gueorgui Tovstonógov se casó con una de sus alumnas, la actriz Salomé Kancheli. En 1945, el matrimonio se disolvió. Salomé dejó a los dos hijos, fruto de este matrimonio, con su exmarido. En 1958, se casó con la actriz Inna Kondrátieva, este matrimonio se disolvió en 1962.
- Su hermana menor de Natela Tovstonógova, estuvo casada con el actor E. A. Lébedev.  Dedicó su vida, como ella misma afirmó, al cuidado de su marido, sus hijos, nietos y de su hermano.[11]

Hijos: 
- Aleksandr Gueórguievich Tovstonógov (1944-2002) - el hijo de su primer matrimonio, director de teatro.
  - Nieto - Gueorgui Aleksándrovich Tovstonógov Jr. (1975–2012), también director de teatro.
  - Nieto - Vasili Aleksándrovich Tovstonógov
  - Nieto - Arseny Aleksándrovich Tovstonógov
- Nikolái Gueórguievich Tovstonógov (nacido en 1945), el hijo de su primer matrimonio, vive en Israel.[11]
- Vadim Gueórguievich Milkov (nacido en 1950) - hijo de G. A. Tovstonógov y de la actriz del Teatro del Komsomol de Leningrado María Milkova.  Director de ópera, trabajó en el BDT con su padre en la obra "La muerte de Tarelkin".[12][13]
  - Nieta - María Vadímovna Milkova, hija de Vadim Gueórguievich Milkov.

## Memoria
- El Teatro de Drama Bolshói (BDT), que Gueorgui Tovstonógov dirigió los últimos 33 años de su vida, en 1992 fue nombrado en su honor. En septiembre de 2015, en honor al centenario del director, su memorable busto se instaló en el vestíbulo del teatro.[14]
- La plaza cerca de la casa donde vivía el director lleva su nombre. En 2011, se abrió en el jardín público un monumento a G. A. Tovstonógov (escultor I. B. Kornéiev). En la casa donde vivía (Petróvskaya nab., Nº 4) se instaló una placa conmemorativa.
- En Tbilisi hay una calle que lleva su nombre, una placa conmemorativa está instalada en el número 9, donde vivía.[15]
- Un asteroide fue llamado en su honor- 4480 Tovstonogov. Fue descubierto en 1975 por los astrónomos del Observatorio Astrofísico de Crimea.
- En 2015, en honor al director por su centenario, el avión Boeing 737 VQ-BWD[16] de las aerolíneas Aeroflot fue nombrado después de Tovstonógov.[17]

## Premios y títulos
- Artista popular de la RSFS de Rusia (29 de marzo de 1956)
- Artista popular de la URSS (1957)
- Héroe del trabajo socialista (1983)
- Tres órdenes de Lenin (1967, 1973, 1983)
- Orden de la Bandera Roja del Trabajo (1957)
- Premio Stalin de primer grado (1950) - por la producción de la obra "De la chispa..." Sh.  N.  Dadiani
- Premio Stalin de tercer grado (1952) - por la producción de la obra "El camino de la inmortalidad" G. A. Tovstonógov y V. G. Bragin
- Premio Lenin (1958) - por la producción de la obra "Tragedia optimista" V.  V.  Vishnevsky
- Premio Estatal de la URSS (1968) - por la producción de la obra "Burgueses" de M. Gorki
- Premio Estatal de la URSS (1978) - por la producción de la obra "El Don apacible" Mijaíl Shólojov
- Premio estatal de la RSFS de Rusia que lleva el nombre de K.S. Stanislavsky (1986) - por representar actuaciones del repertorio clásico ruso
- Artista de honor de la RSS de Georgia (1943)
- Artista de la gente de la ASSR de Daguestán
- Artista de honor de la RSS de Uzbekistán
- Artista popular de la RSS de Georgia.
- Diputado del Soviet Supremo de la URSS 7.ª-8.ª convocatorias.
- Miembro-corresponsal de la Academia de Artes de la RDA (1983)
- Ciudadano honorífico de Tbilisi (1983).

### Grandes producciones

#### Teatro del Komsomol de Lenin (Lenkom) de Leningrado
- 1949 - "De la chispa..." por Sh.  N.  Dadiani .
- 1951 - "Querida inmortalidad" V.  G.  Bragin y G.  A.  Tovstonógov basada en el libro de Y. Fucik "Informe con una soga al cuello".  La obra fue dirigida junto a A. G. Rakhlenko .

#### Teatro Dramático de Leningrado "Bolshói"  M.  Gorki
- 1957 - " Esopo " basada en la obra La zorra y las uvas de G. Figueiredo
- 1957 - "El idiota" de F. M. Dostoievski.  Composición D. M. Schwartz y Tovstonógov.
- 1959 - "Bárbaros" M. Gorki.
- 1959 - "Cinco tardes" A. M. Volodin.
- 1962 - "El mal de la razón" A. C. Griboyédov .
- 1964 - Campos roturados por M. A. Shólojov.  Dramatización P.  Demin.
- 1965 - "Las tres hermanas" de A. P. Chéjov .
- 1965 - "La comedia romana" de L. G. Zorin.  Artista S. C. Mandel  (la obra fue censurada durante el ensayo general).
- 1966 - "Comerciantes" de M. Gorki
- 1969 - "Rey Enrique IV"  de W. Shakespeare.  Composición literaria B. E. La receta.
- 1972 - El inspector general N. V. Gógol.
- 1972 - "Hanuma" de A. A. Tsagareli
- 1974 - "Tres bolsas de trigo" de V. F. Tendryakov
- 1974 - "Personas energéticas" V. M. Shukshín.
- 1975 - "La historia de un caballo" basada en el cuento L. N. Tolstói "Strider".  Dramatización M. G. Rozovsky.
- 1983 - La muerte de Tarelkin.  Ópera A. N. Kolker basada en la comedia de A. V. Sujovó-Kobylin.
- 1985 - " Para cada sabio es bastante un poco de simpleza " A. N. Ostrovski .
- 1987 - "Los bajos fondos" M. Gorki

#### Otros teatros
- 1955 - " Tragedia optimista "  V.  Vishnevsky.  Teatro Dramático Académico A. S. Pushkin, Leningrado.
- 1973 - "Balalaikin y Co." S. V. Mijalkov.  Según la novela de M. E. Saltykov-Shchedrín  "El idilio moderno ".  Teatro Sovreménnik, Moscú.

### Escritos
- “La modernidad en el teatro moderno. Conversaciones sobre la dirección teatral (1962)
- "Sobre la profesión de director" (1965).
- “Círculo de pensamientos: Artículos. Comentarios del director. Ensayos de ensayos (1972)
- "Espejo de una escena" [En 2 tomos]. - L.: Arte, 1980.
- "Conversaciones con colegas" (un intento de entender la experiencia de dirigir). - M.: STD RSFSR, 1988.
- Transcripciones de conferencias sobre el curso de directores del teatro dramático I-III, 1982-1985 / G. A. Tovstonógov, A. I. Katsman [comp. L.V. Gracheva]. - S.-P.: Editorial del Estado de San Petersburgo. Acad. Artes Teatrales: Hoja Limpia, 2015.  - ISBN 978-5-88689-107-2

## Literatura
- Benyash R.M. G. Tovstonógov.   - L. - M.: Arte, 1961.
- Rybakov Yu.S. G. A. Tovstonogov: Problemas direccionales. L.: Arte, 1977. 143 p.
- Staroselskaya N. D. Tovstonogov.   - M.: Young Guard, 2004.   - 416   c.   - ISBN 5-235-02680-2.
- Estrena Tovstonogov   /   Compilado por E. Gorfunsel.   - M.: Artista. Director Teatro, 1994.   - 368   c.   - ISBN 5-87334-006-4.
- Malochevskaya I.B. Director de la escuela Tovstonogov.   - San Petersburgo: Academia de Artes Teatrales de San Petersburgo, 2003.   - S.   160   - ISBN 5-88689-010-6.
- Smelyansky A.M. Circunstancias propuestas De la vida del teatro ruso de la segunda mitad del siglo XX.   - M.: Artista. Director Teatro, 1999.   - 351   c.   - ISBN 5-87334-038-2.
- Stroeva M.N. El teatro soviético y las tradiciones de la dirección rusa: búsquedas modernas de directores. 1955-1970.   - M.: Instituto de Estudios de Arte. Sector teatral, 1986.   - 323   c.
- Varlamov A.P. Actores de la BDT   // Arte dramático ruso del siglo XX. Cuestión II y III.   - SPb, 2002.   - pp. 65-104.
- George Tovstonogov. Retrato colectivo - Recuerdos. Publicaciones. Cartas   - SPb. : Baltic Seasons, 2006.
- George Tovstonogov ensayando y enseñando   /   Escritura literaria S. M. Losev.   - SPb. : Baltic Seasons, 2007.
- Gorfunel EI Dirigiendo Tovstonogov. San Petersburgo: "Levsha Publishing House. San Petersburgo", 2015. 528 p.

## Películas sobre Tovstonogov
- “Vive, piensa, siente, ama” (1988), película E.  Makárova
- "Demiurgo", director Tigrán Mutafyán
- " Mi bola de plata. Archivado el 17 de mayo de 2020 en Wayback Machine. George Tovstonogov Archivado el 17 de mayo de 2020 en Wayback Machine. ", la película de Vitaly Wulff